# Oriental Mindoro
Oriental Mindoro là một tỉnh của Philippines thuộc vùng Mimaropa ở Luzon. Đúng như tên gọi của mình, tỉnh nằm ở phía đông của hòn đảo Mindoro. Thành phố duy nhất trên đảo là tỉnh lị Calapan của tỉnh. Oriental Mondoro đang phát triển như một điểm đến du lịch và thương mại của Philippines. Năm 2005, Philippines đã khánh thành trung tâm sinh thái biển ở tỉnh có quy mô lớn nhất thế giới. UNESCO đã công nhận Puerto Garela là khu dự trữ sinh quyển  năm 1970. 

## Lịch sử
Lịch sử của Oriental Mindoro có liên quan mất thiết đến lịch sử giao thương của hòn đảo Mindoro. Xưa kia, hòn đảo được gọi là Ma-i. Đảo chính thức được gọi là Mait và được các thương nhân người Hoa biến đến trước khi người Tây Ban Nha xuất hiện. Được đề cập đến biên niên sử của Trung Quốc vào năm 775 CN và chi tiết hơn vào năm 1225. Đây là điểm thả neo chính của lộ trình thương mại Đông Nam Á thời kỳ tiền Philippines, các nhà buôn Ả Rập và Ấn Độ đã buôn bán với những người bản địa. Năm 1570, người Tây Ban Nha bắt đầu đô hộ hòn đảo và đặt tên đảo là "Mina de Oro" (mỏ vàng) sau khi họ tìm được một số kim lọa quý và thực tế là chưa từng tìm thấy vàng trên đảo.
Người dân bản địa Mindoro được người Tây Ban Nha gọi là Manguianes. Tuy nhiên những người bản địa tự coi mình thuộc về một sắc tộc hay thị tộc, Có 7 dân tộc hay thị tộc trên đảo và họ sinh sống, nói những thứ ngôn ngữ khác nhau. Người dân trên đảo không có các chiến binh, họ sống hòa bình và nhút nhát nhưng là những người bạn tốt.

## Nhân khẩu
Theo thống kê năm 2007, dân số của Oriental Mindoro là 735.769 người và là tỉnh đông dân nhất trong vùng, Tỉ lệ tăng dân số trung bình hàng năm là 1,06%. Nông thôn là nơi sinh sống của 70% dân cư trong tỉnh. Tiếng Tagalog là ngôn ngữ chủ yếu và được sử dụng rộng rãi. Ngoài ra còn một số thứ tiếng khác như tiếng Cebuano và tiếng Ilocano, các bộ tộc thổ dân sử dụng ngôn ngữ của họ. Hầu hết cư dân trong tỉnh theo đạo Công giáo La Mã.

## Hành chính
Ngoài tỉnh lị Calapan, tỉnh được chia thành 14 đô thị tự trị:
| - Baco - Bansud - Bongabong - Bulalacao - Gloria - Mansalay - Naujan | - Pinamalayan - Pola - Puerto Galera - Roxas - San Teodoro - Socorro - Victoria |